# Nibylandia
Nibylandia (ang. Neverland) – fikcyjna, utopijna wyspa ze świata powieści Piotruś Pan J.M. Barriego, do której udają się dzieci i z niej przybywają. Nibylandia jest krainą Wiecznego Dzieciństwa, Marzeń i Wyobraźni. Trafiają do niej dzieci, które posiadają wiarę, tak zwani Wybrańcy Piotrusia. Nibylandią rządzi Piotruś Pan. W oczach każdego dziecka Nibylandia wygląda inaczej.

## Mieszkańcy
W Nibylandii mieszkają wróżki, piraci, syreny, Zagubieni Chłopcy lepiący swoje domy i inne nienazwane stworzenia. Sporadycznie odwiedza ich władca. Przez pewien czas w Nibylandii gościła Wendy Darling (polska Wandzia) i jej młodsi bracia.

## Lokalizacja
Druga gwiazda na prawo, i prosto, aż do poranka. Należy polecieć. Aby polecieć, wystarczy Cudowna Myśl i trochę Wróżkowego pyłu.